# لیتون کلارکسون
لیتون کلارکسون (انگلیسی: Leighton Clarkson؛ زادهٔ ۱۹ اکتبر ۲۰۰۱) بازیکن فوتبال اهل بریتانیا است.
از باشگاه‌هایی که در آن بازی کرده‌است می‌توان به باشگاه فوتبال لیورپول اشاره کرد.
وی همچنین در تیم ملی فوتبال زیر ۲۰ سال انگلستان بازی کرده‌است.